# Oscar Döring

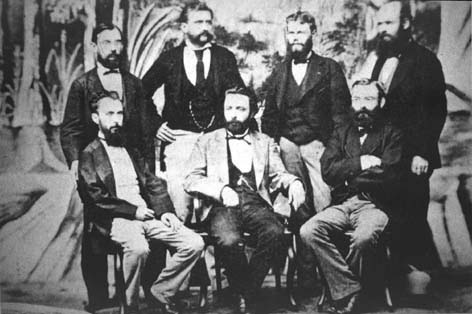
Miembros de la Academia Nacional de Ciencias (Córdoba) en 1876. Döring es el primero sentado desde la derecha; detrás de él está su hermano Adolf.

Oscar Döring (Neuwaake, Hannover, 1844 – Córdoba, 4 de enero de 1917) fue un físico y matemático germanoargentino. Fue uno de los muchos sabios europeos llevados a la Argentina a instancias de Carlos Germán Burmeister; se le debe la mayor parte de las observaciones meteorológicas y magnéticas realizadas en Argentina.
Cursó estudios en ciencias naturales y matemática en la Universidad de Göttingen, pero a instancias de Burmeister interrumpió su doctorado para trasladarse a la República Argentina, junto con su hermano Adolfo. Fue contratado en 1874 por el gobierno argentino para dictar la cátedra de Matemáticas de la Universidad Nacional de Córdoba, de reciente creación. Poco más tarde ocuparía también la de Física. A partir de 1878, con la creación de la Facultad de Ciencias Exactas, Físicas y Naturales, fue nombrado decano de la misma, y ocupó el cargo hasta 1880. Una vez retirado, recibió de la Universidad el doctorado honoris causa, y fue elegido presidente de la Academia Nacional de Ciencias. En 1882 propuso la creación de un Observatorio Magnético Nacional, siguiendo los lineamientos del Congreso Internacional de Meteorología realizado en Roma en 1879.
No abandonó sin embargo la docencia; desde 1889 enseñó física industrial en la FCEFN, física, en el Colegio Nacional de Córdoba, y física y química en la Escuela Normal de la misma ciudad. Desde 1888 fue director de la Oficina Meteorológica de Córdoba, desde la cual realizó una importante tarea científica, con numerosas obras sobre meteorología publicadas en el Boletín de la Academia Nacional de Ciencias. En 1900 el gobierno nacional le encomendó una expedición para investigar las particulares condiciones de la Puna de Atacama. Se retiró de su cargo en la OMC en 1906, y de sus tareas docentes en 1912; fue luego directivo del Conservatorio de Córdoba, y vicedecano de la Facultad de Ciencias Exactas hasta 1916.
Fuera del ámbito científico, ejerció actividad diplomática y política; fue vicecónsul de Alemania en Córdoba, y fue elegido al Concejo Deliberante de la capital cordobesa entre 1883 y 1884, y de 1889 a 1899.
No está aclarado si la anguila criolla Synbranchus doeringii está nombrada honorándolo a él o a su hermano Adolfo. 

## Más Información
- Peces Criollos Archivado el 8 de mayo de 2016 en Wayback Machine.

## Publicaciones
- Medición barométrica de alturas de la sierra de Córdoba (1882)
- Sobre la conveniencia de fundar un observatorio magnético en la República Argentina (1882)
- Ideas sobre una exploración sistemática del clima de la provincia de Córdoba sin instrumentos (1883)
- La variabilidad interdiurna de la temperatura de Buenos Aires (1883)
- La variabilidad interdiurna de la temperatura de Bahía Blanca (1883)
- La variabilidad interdiurna de la temperatura de Ushuaia (1886)
- La presión atmosférica de Córdoba, de media en media hora (1885)
- Resultados de algunas mediciones barométricas de altura (1886)
- El clima en la provincia de Córdoba (1890)

- Datos: Q100526
- Multimedia: Oscar Döring / Q100526